# Collège Notre-Dame de Bonne-Espérance
Pour les articles homonymes, voir Bonne-Espérance.
Le collège Notre-Dame de Bonne-Espérance (anciennement petit séminaire de Bonne-Espérance) est un établissement d'enseignement primaire et secondaire situé à Vellereille-les-Brayeux en Belgique. Il est fondé le 4 mai 1830 dans les bâtiments historiques de l'ancienne abbaye de Bonne-Espérance et destiné initialement à la formation des prêtres. Une section de philosophie préparatoire au grand séminaire et une école normale pour instituteurs y ouvrent leurs portes dans les années 1830. L'école normale est transférée à Braine-le-Comte en 1925 et la section de philosophie supprimée en 1968. Toujours en activité, l'école — primaire et secondaire — s'ouvre à l'externat et aux filles en 1985.

## Histoire

### Origines et fondation
Le collège occupe les bâtiments de l'ancienne abbaye éponyme, fondée en 1130 par des chanoines prémontrés. Cette communauté est présente sur le site jusqu'à la fin du XVIIIe siècle. En 1793, le monastère est déclaré « bien national » par les révolutionnaires français et les chanoines sont contraints de quitter les lieux. Les Autrichiens reprennent ensuite temporairement le contrôle de la région et les chanoines regagnent l'abbaye.
Le 6 mars 1797, les autorités françaises chassent définitivement les derniers chanoines de Bonne-Espérance. Le 13 mars 1798 (23 ventôse an VI), les bâtiments sont vendus et rachetés en secret par les religieux via le fermier de la basse-cour, dans l'espoir de reformer la communauté.
Mais les difficultés à reprendre la vie monastique sont telles que trois religieux représentant les 24 chanoines survivants signent, le 29 décembre 1821, l'acte de donation de leur abbaye au séminaire épiscopal du diocèse de Tournai, pour que ce dernier puisse y établir un « petit séminaire »,.
Le 9 septembre 1829, l'évêque de Tournai, Mgr Jean-Joseph Delplancq décide d'implanter à Bonne-Espérance une section inférieure du séminaire de Tournai. Le « petit séminaire » ouvre ses portes le 4 mai 1830, sous la direction de l'abbé André Descamps. Cet établissement d'enseignement secondaire, destiné en premier lieu à la formation des prêtres, accueille déjà 278 élèves en octobre 1830.

### La section de philosophie et l'école normale primaire

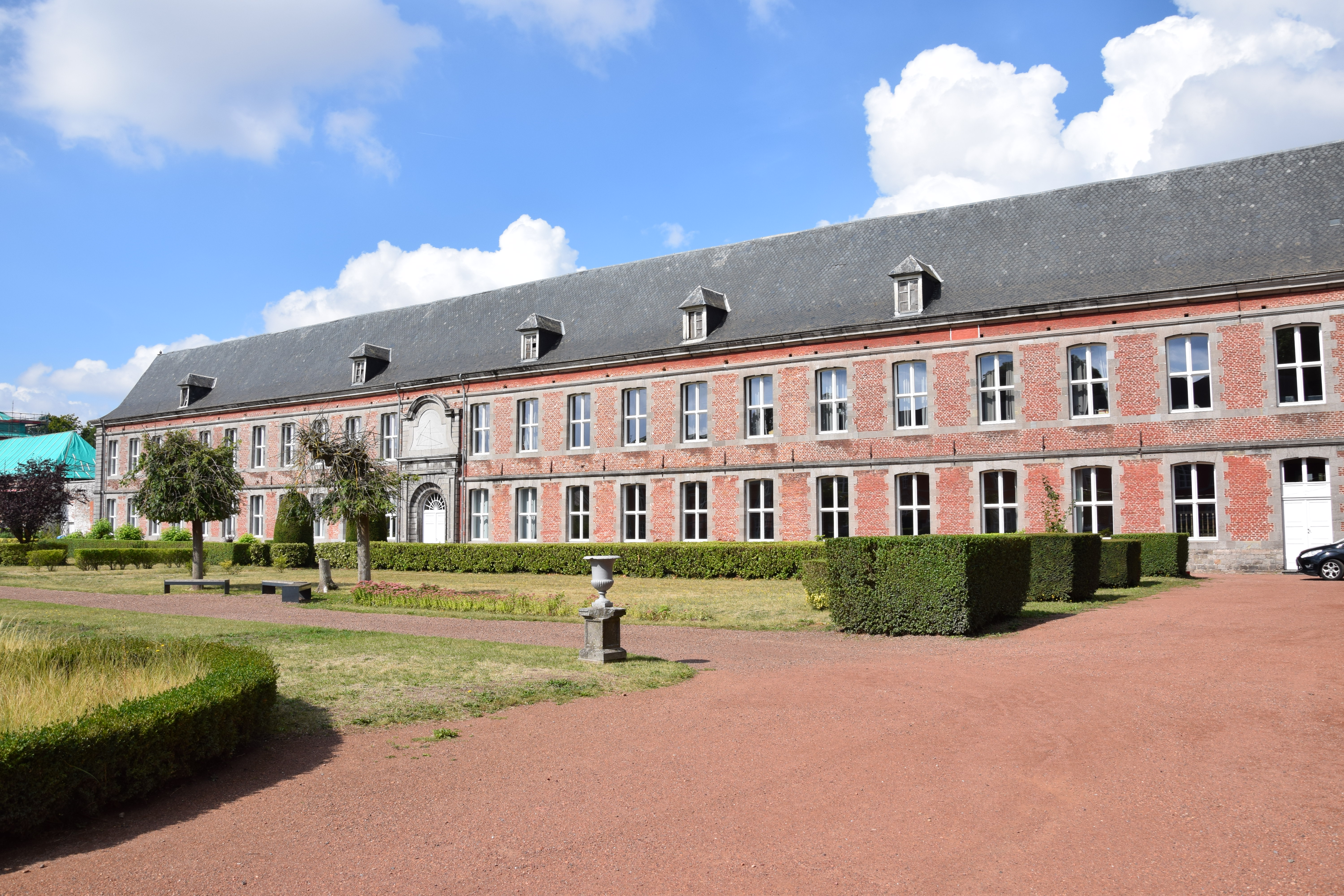
Aile gauche autrefois occupée par la section de philosophie et l'école normale.

Le diocèse décide en 1834 de transférer de Tournai à Bonne-Espérance la section de philosophie préparatoire au grand séminaire. On lui réserve une partie de l'aile gauche des bâtiments de l'actuel jardin botanique. La section accueille une cinquantaine de « philosophes » en 1850.
En 1838, Mgr Gaspar-Joseph Labis entrevoit la création d'une « école normale primaire » destinée à la formation des instituteurs. L'abbé Charles Legrand, président, inaugure en janvier 1839 cette nouvelle section du séminaire, qui forme déjà 22 étudiants la première année. Rapidement, une petite « école primaire d'application » est ouverte par l'école normale. En 1861, le personnel de l'école normale n'est plus sous l'autorité du président du séminaire, mais d'un directeur autonome.

### La congrégation des sœurs de Charité de Notre-Dame de Bonne-Espérance
À la fondation du séminaire en 1830, Bonne-Espérance est confronté à une épidémie de variole causant la mort de trois étudiants, ce qui pousse l'abbé Descamps à faire appel à des religieuses originaires d'Audenarde. D'abord chargées des soins des malades, elles y assument ensuite d'autres tâches telles que la préparation des repas ou le lavage du linge. En 1859, la mère supérieure rappelle ses sœurs à Audenarde, à la suite d'un différend avec l'école. Le président du séminaire, le chanoine François-Joseph Michez (1850-1868), fonde alors une nouvelle congrégation autonome de « sœurs noires », sous l'autorité de l'évêque de Tournai.
La congrégation est fondée le 12 octobre 1859 avec, à sa tête, une des sœurs d'Audenarde, Marie-Sabine Vandermeisch. La communauté établit sa « maison-mère » à Binche et accueille des filles d'origine modeste. Très vite, on crée des succursales, notamment à Marchienne-au-Pont, Châtelet ou Jumet et les sœurs apportent également leur aide dans les différents collèges épiscopaux qui ouvrent à la fin du XIXe siècle. Cette congrégation restera au service de Bonne-Espérance jusqu'en 1990.

### Inauguration de la ligne ferroviaire et extension des bâtiments

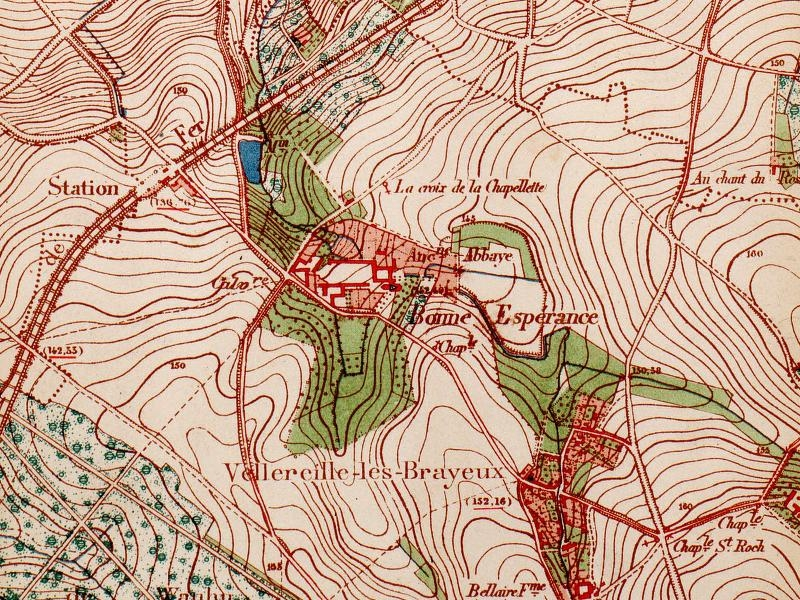
Carte topographique (1882) indiquant Bonne-Espérance et la ligne de chemin de fer entre Erquelinnes et Haine-Saint-Pierre.

L'accès à Bonne-Espérance est facilité à la suite de l'inauguration, le 2 aout 1857, de la ligne de chemin de fer qui relie Erquelinnes à Haine-Saint-Pierre. La « station de Bonne-Espérance (nl) » est mise en service à quelques centaines de mètres du séminaire éponyme, en présence de Léopold, duc de Brabant, et d'autres personnalités,.
Dès les années 1850, le nombre total d'internes à Bonne-Espérance atteint les 400 élèves, ce qui nécessite une extension des locaux existants. Une salle appelée museum (salle d'étude équipée d'une scène pour les représentations théâtrales) est construite entre 1857 et 1858 dans un style éclectique. On aménage également de nouvelles classes et de nouveaux dortoirs. Bonne-Espérance dispose également d'un éclairage au gaz à partir de 1865, alimenté par un gazomètre. Enfin, une nouvelle infirmerie est construite en 1870.

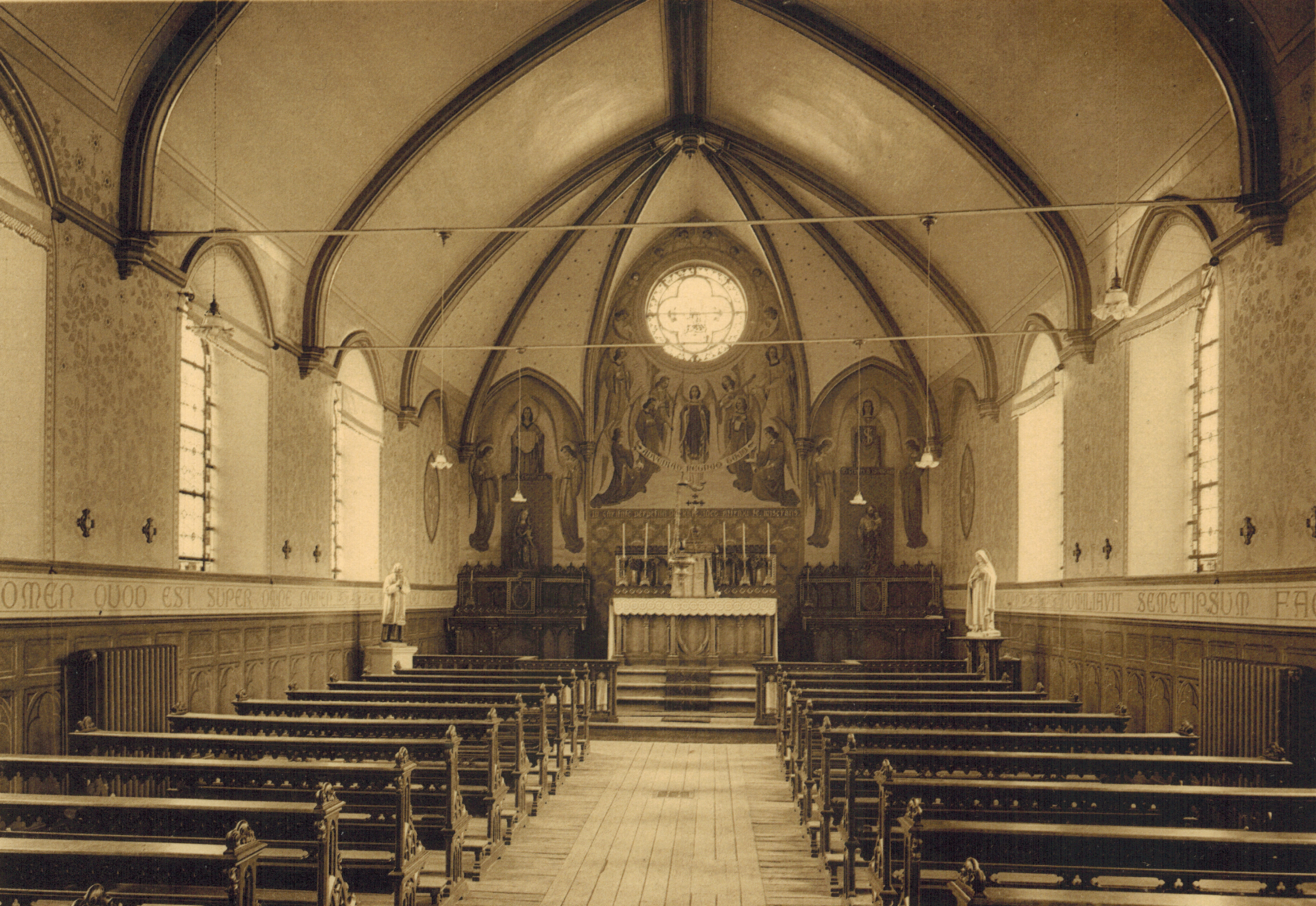
Chapelle du bâtiment construit en 1878, aujourd'hui disparu.

Du côté de l'école normale, on construit en 1878 un nouveau bâtiment avec une chapelle à l'étage. Le nombre total d'internes à Bonne-Espérance ne cesse cependant d'augmenter : il s'élève à 450 en 1879. En outre, l'école normale se trouve à l'étroit dans des locaux jugés « vétustes » par un inspecteur de l'époque. Un transfert de l'école normale vers le collège de Binche est donc proposé par l'évêché. Une baisse de la population étudiante à Bonne-Espérance dans les années 1880 éloigne cependant l'idée d'un déménagement.

### La première guerre scolaire
Au milieu du XIXe siècle, l'enseignement en Belgique connait de « vives tensions idéologiques ». Les milieux libéraux soutiennent la création d'écoles publiques laïques et neutres, non contrôlées par le clergé. De leur côté, les catholiques prônent la liberté d'enseignement et, au niveau du secondaire, « les évêques multiplient collèges et écoles moyennes confessionnelles ». Dans le Hainaut, l'évêque de Tournai, Mgr Edmond Dumont, décide d'ouvrir toute une série de collèges épiscopaux à travers le diocèse, à Charleroi (1873), Soignies (1874), Ath (1876), Chimay (1877) ou encore La Louvière (1877-1880). De 1879 à 1884, la politique belge est marquée par la première guerre scolaire : le gouvernement Frère-Orban II décide en 1881 d'étendre le réseau secondaire de l'État, concurrencé par un réseau catholique en plein développement. L'ouverture de ces nouveaux établissements, publics ou catholiques, représente l'une des causes principales de la baisse du nombre d'élèves à Bonne-Espérance : ils sont 450 en 1879, contre seulement 358 en 1882 et 300 en 1893.

### Modernisation

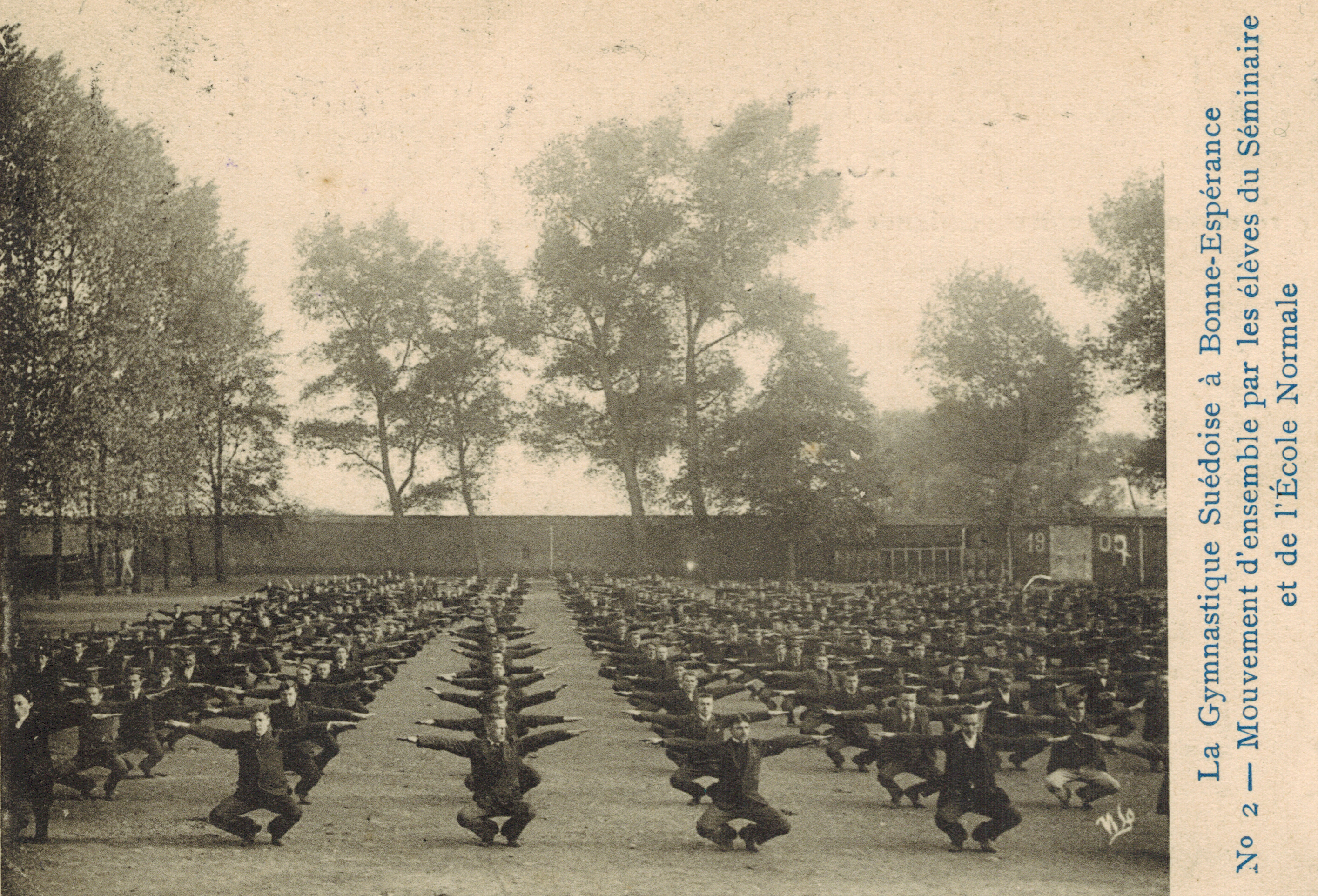
Représentation de « gymnastique suédoise » par les élèves du séminaire et de l'école normale.

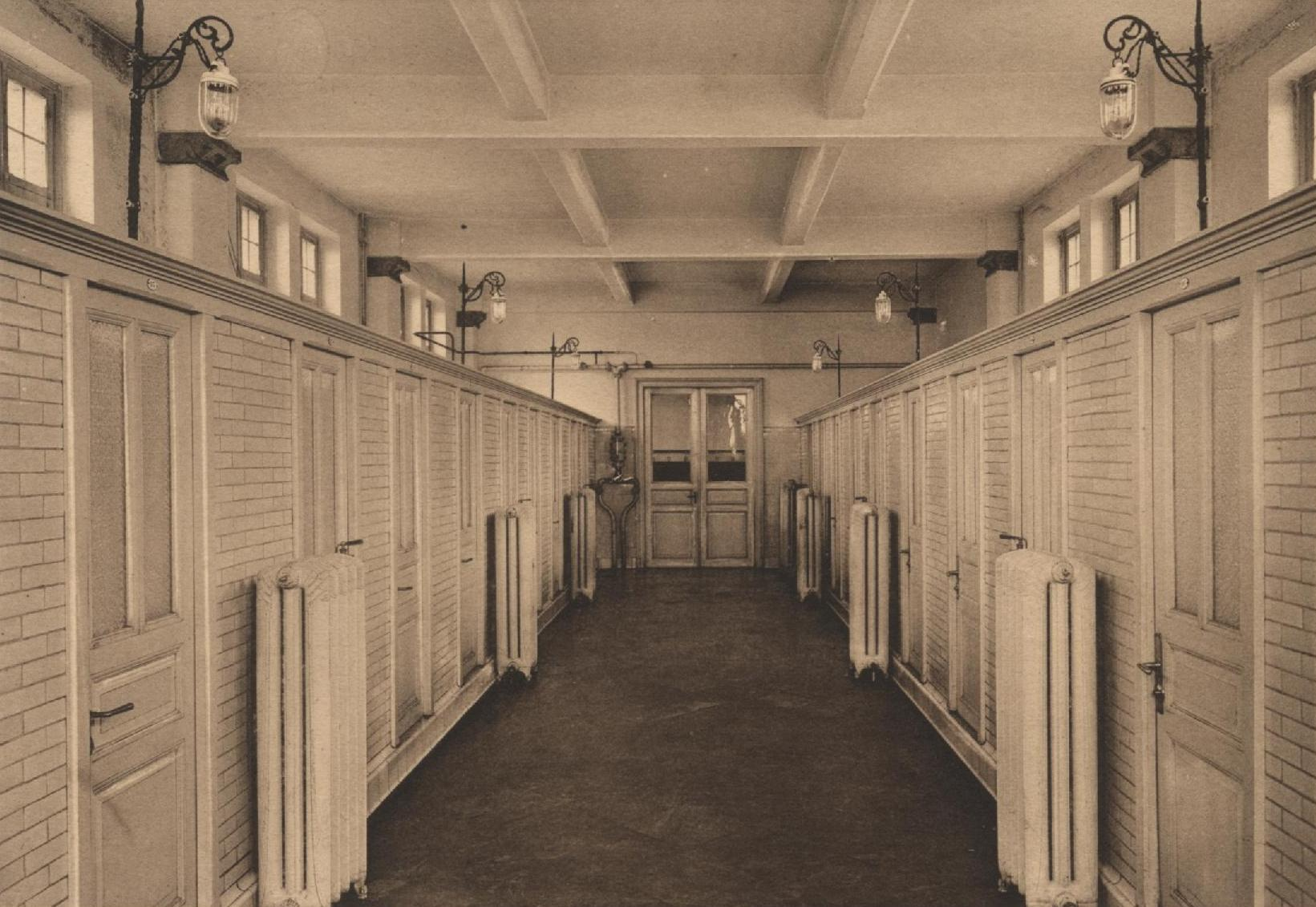
Douches installées au début du XXe siècle.

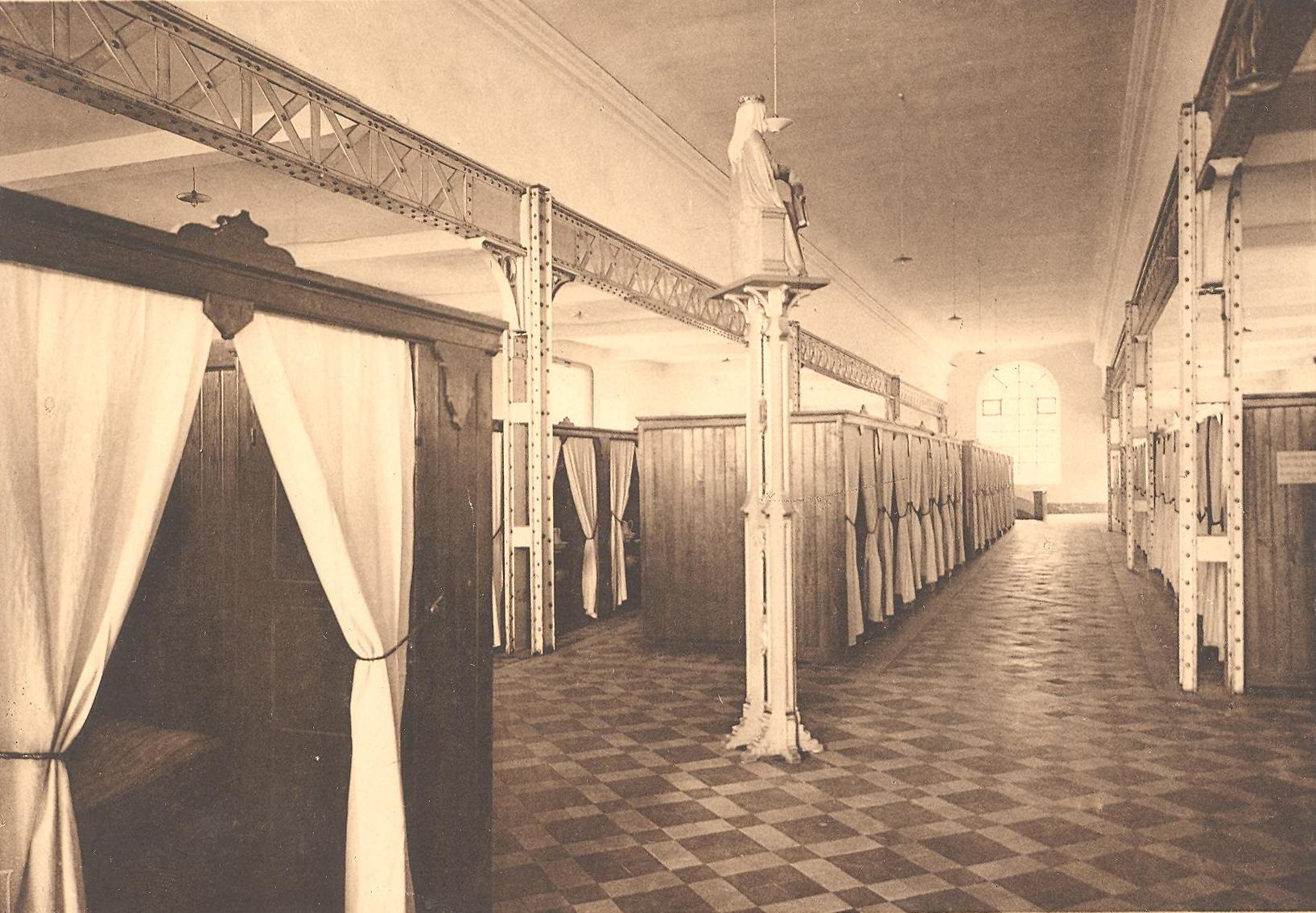
Le dortoir de Notre-Dame.

L'abbé Florimond Ladeuze, président de 1880 à 1893, entreprend de moderniser le séminaire. Sur le plan matériel, on y installe des lavabos individuels et des « toilettes décentes ». Ses successeurs poursuivent la modernisation du site, avec la construction d'une centrale électrique près du moulin en 1896 et d'une nouvelle ferme en 1899, reliée aux cuisines par un « decauville ».
En matière de pédagogie, Ladeuze souhaite une formation « humaniste, méthodique et réfléchie ». En 1881, un professeur du séminaire, l'abbé Pierre Féron, est envoyé par le diocèse dans des « gymnases » allemands pour y étudier leurs techniques d'enseignement des langues anciennes. Il en revient avec des projets de réforme pédagogique qu'il met en application d'abord à Bonne-Espérance, puis dans les autres collèges épiscopaux.
Quant à l'abbé Adelson Hanse, directeur de l'école normale de 1897 à 1912, il dote la section d'équipements modernes (salle de gymnastique, laboratoire de sciences) et ouvre une classe préparatoire pour les élèves plus faibles en français.
La population de futurs instituteurs, en augmentation constante (150 étudiants en 1900), manque toutefois d'espace dans les locaux de l'école normale. Par ailleurs, peu d'enfants fréquentent l'école primaire d'application, car elle est située en pleine campagne. C'est pourquoi un transfert de l'école normale hors de Bonne-Espérance est à nouveau envisagé.

### Les congrès de l'enseignement libre
Au tournant du XXe siècle, le réseau officiel des écoles publiques prend des initiatives en faveur du développement d'un enseignement professionnel. Dans la province de Hainaut, sous l'impulsion de personnalités politiques telles que Raoul Warocqué ou Paul Pastur, des instituts et des écoles industrielles ouvrent leurs portes. Les conférences de l'époque organisées par l'enseignement officiel se montrent souvent critiques envers les humanités gréco-latines, qui seraient « inadaptées aux besoins économiques ».
En réaction, les responsables du diocèse de Tournai, encouragés par Mgr Charles-Gustave Walravens, veulent prendre la défense de la formation littéraire classique et organisent à leur tour de grands congrès pour promouvoir cette filière. Un premier congrès de l'enseignement moyen organisé en 1905 réunit au séminaire plus de 300 personnes issues principalement du monde de l'enseignement catholique belge. 500 participants se rassemblent à nouveau en 1911 dans un second congrès national organisé à Bonne-Espérance, au terme duquel est constituée la Fédération nationale de l'enseignement moyen catholique.

### Entre-deux-guerres

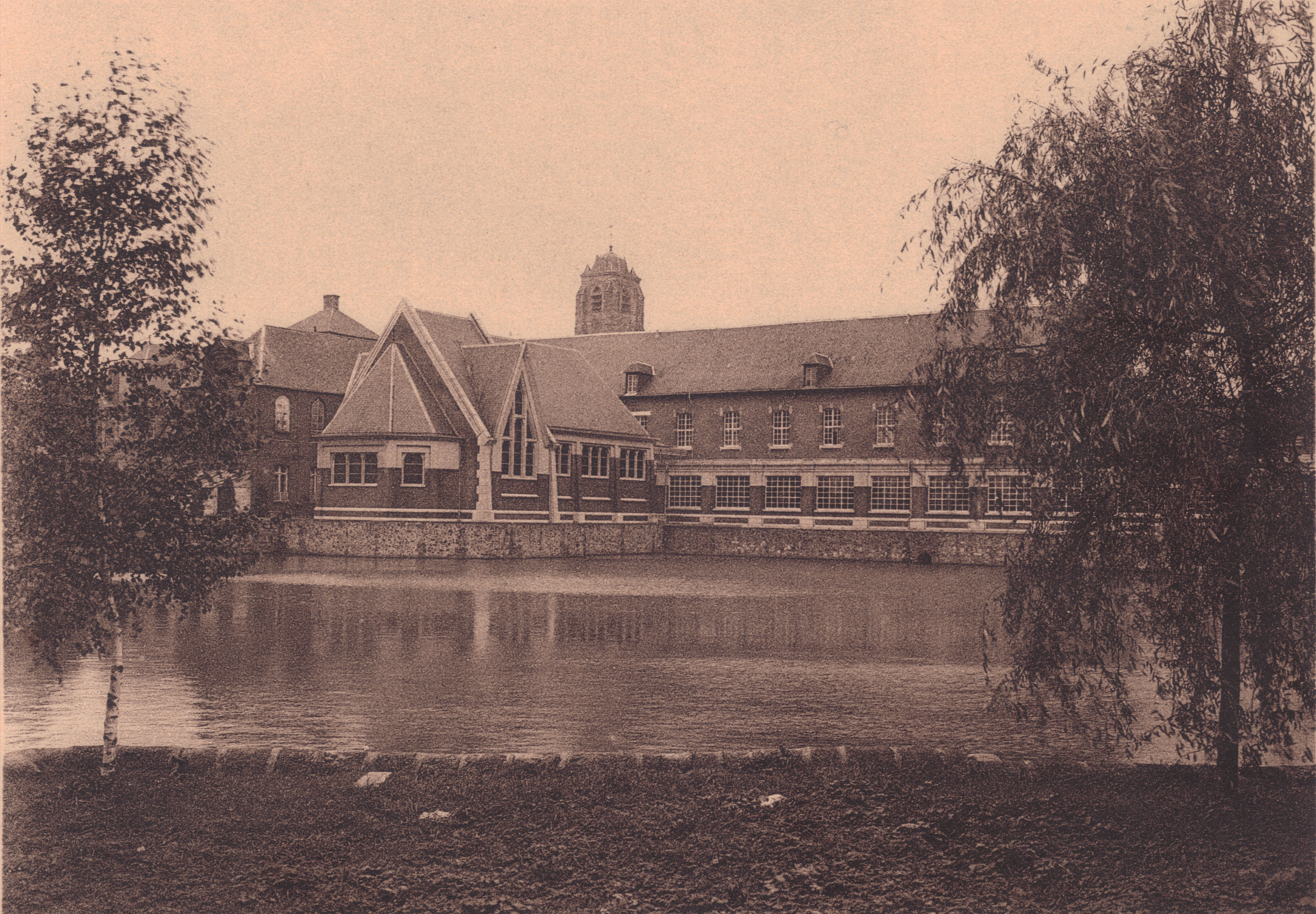
La chapelle des philosophes (style Art Déco).

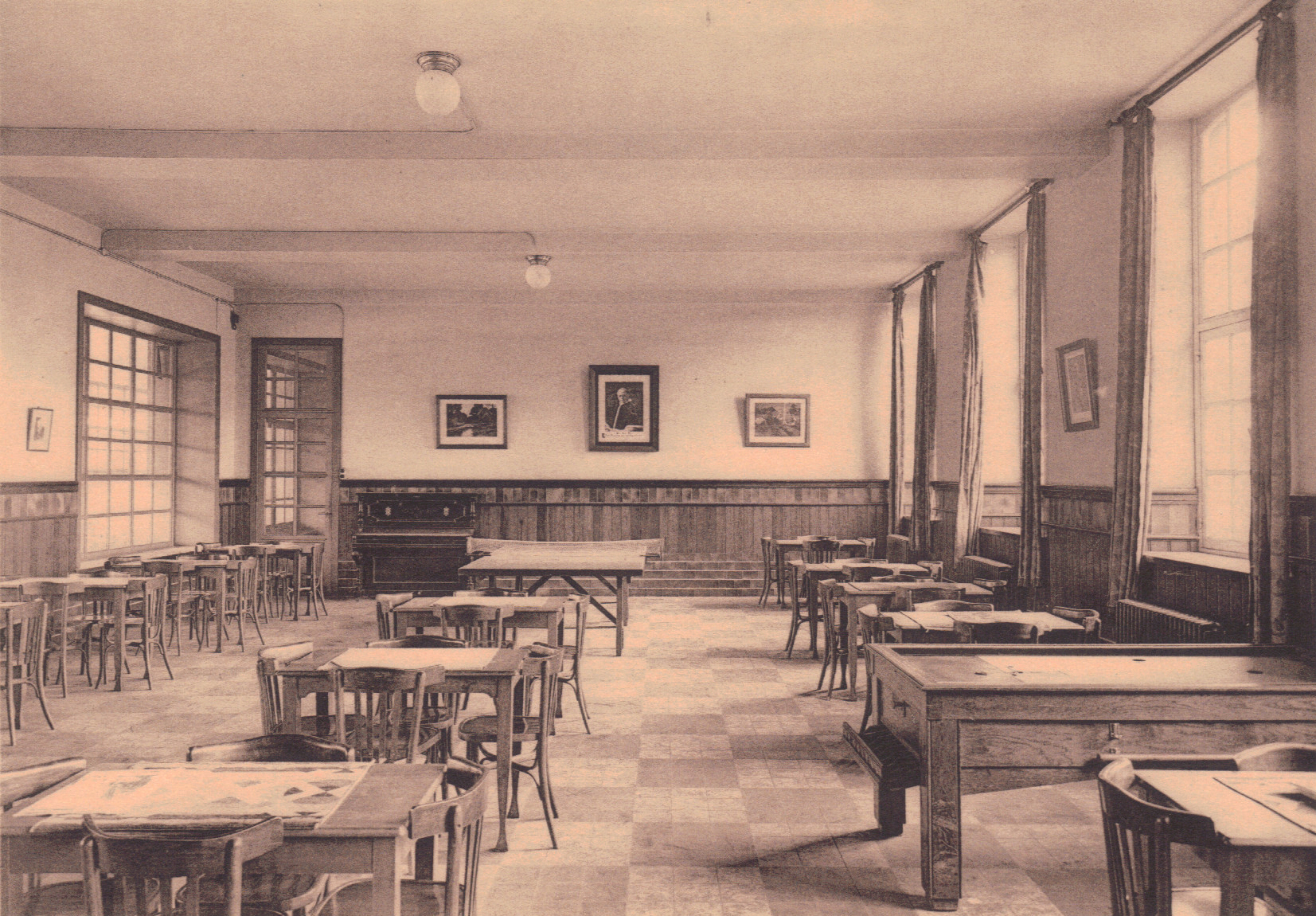
Une ancienne salle de jeux.

L'abbé Paul Demeuldre devient président du séminaire en 1916 et a pour mission de rétablir l'esprit des origines. En effet, Mgr Amédée Crooy, évêque de Tournai, souhaite que l'on accepte uniquement au séminaire des élèves qui voudraient devenir prêtres. Les curés du diocèse sont priés d'orienter les jeunes paroissiens vers Bonne-Espérance, de sorte que la population étudiante augmente d'année en année. L'école normale déménage finalement en 1925, dans ses nouveaux locaux de Braine-le-Comte,.
En 1930, le séminaire célèbre son centenaire et le 800e anniversaire de la fondation de l'abbaye. Une grande fête religieuse rassemblant plus de 15 000 personnes est organisée pour l'occasion. La construction de nouveaux bâtiments se poursuit, avec notamment une grande salle d'étude en 1933, une salle de dessin en 1935 et une chapelle de style Art déco en 1938-1939.

### La Seconde Guerre mondiale

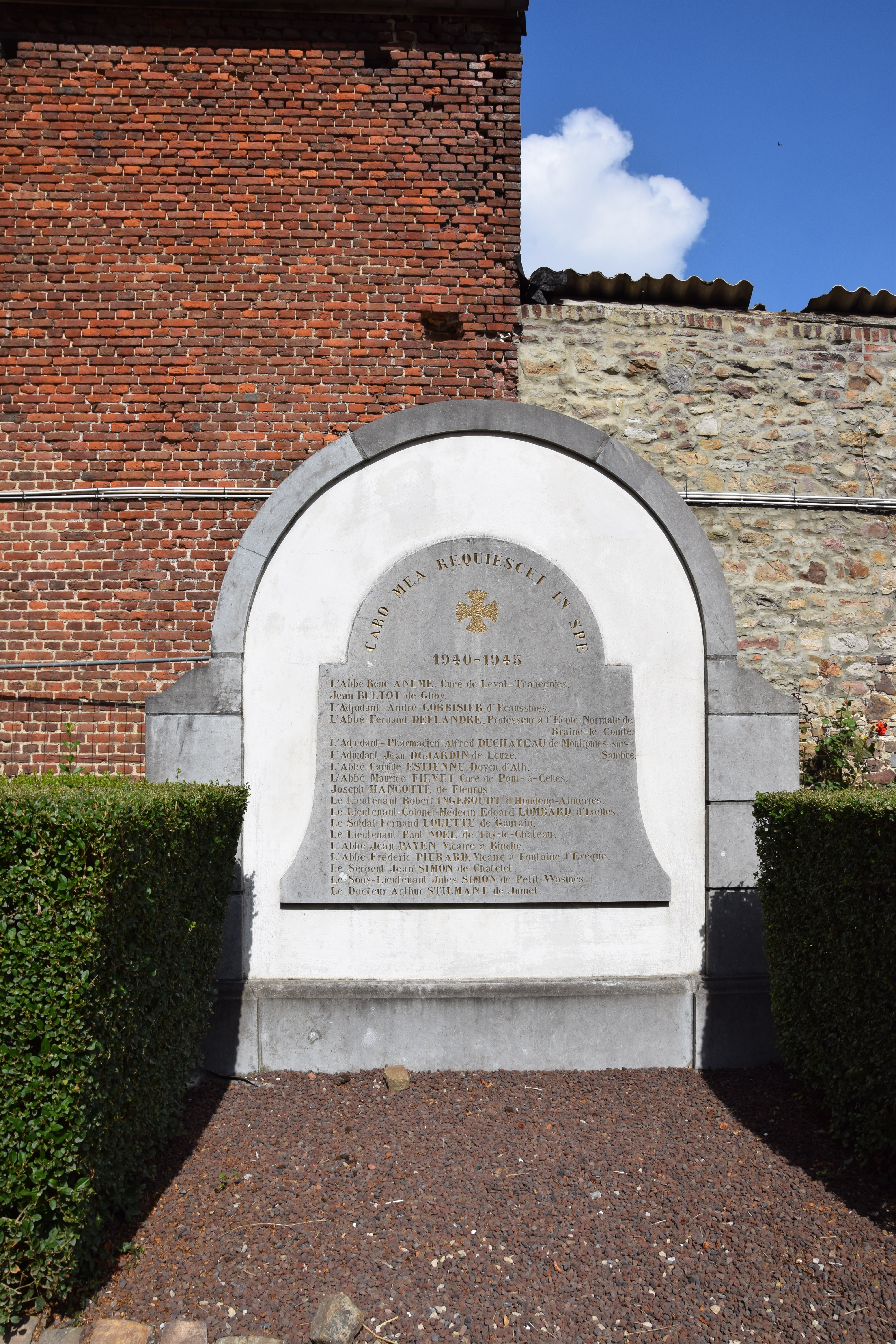
Monument à la mémoire des anciens élèves et professeurs morts par faits de guerre entre 1940 et 1945, à l'entrée de l'école. Inscription en latin : Caro mea requiescet in spe (« Ma chair elle-même reposera dans l'espérance. »).

Le 10 mai 1940, les troupes allemandes envahissent la Belgique. Alors que le séminaire renvoie les élèves chez eux, les premiers réfugiés arrivent. Dès le 13 mai, des médecins de l'armée française visitent Bonne-Espérance dans l'objectif d'y établir un hôpital militaire, mais ils sont rapidement contraints de se replier. Les élèves reviennent finalement en juillet 1940 afin de terminer leur dernier trimestre de cours. La vie scolaire reprend son rythme habituel sans trop de difficultés. Cependant, en 1943, les étudiants de la section de philosophie devront quitter Bonne-Espérance, n'y étant plus en sécurité. En effet, la Feldgendarmerie réclame sous la menace la liste des séminaristes, afin de les envoyer au travail obligatoire en Allemagne,.

### Décléricalisation et mixité
La section de philosophie ferme ses portes en 1968, tandis que le nombre de prêtres qui enseignent à Bonne-Espérance diminue sensiblement (26 prêtres en 1964 et seulement 8 en 1980). En 1985, l'établissement d'enseignement primaire et secondaire (appelé aujourd'hui « collège Notre-Dame de Bonne-Espérance ») accueille également les élèves externes et les filles. L'internat, ouvert pour la première fois aux filles en septembre 2013, est encore occupé à ce jour par environ 80 élèves.
En 2013, le diocèse de Tournai crée un « Centre d'histoire et d'art sacré en Hainaut » (CHASHa) à Bonne-Espérance. Cette ASBL est destinée à la conservation du patrimoine religieux de tout le diocèse. Un espace muséal est inauguré dans l'ancienne sacristie de la basilique. D'autres locaux aménagés servent de conservatoire pour les nombreuses œuvres provenant de tout le Hainaut.

## Plan du site

Plan général des bâtiments abbatiaux et des annexes plus récentes, tels qu'on peut les voir en 2024. Chaque couleur correspond au siècle de construction du bâtiment :

| - XIIIe siècle - XVe siècle - XVIe siècle | - XVIIIe siècle - XIXe siècle - XXe siècle |

## Personnalités liées à Bonne-Espérance

### Anciens élèves

#### Humanités
- Désiré Van Bastelaer (1823-1907), pharmacien et archéologue[63].
- Louis Henry (1834-1913), chimiste organicien (UCL)[64].
- Lucien Giroul (1839-1917), avocat et député à la Chambre des représentants[réf. nécessaire].
- Jean-Baptiste Decrolière (1839-1899), évêque de Namur.
- Michel Levie (1851-1939), avocat, ministre d'État[65].
- Émile Raguet (1854-1929), missionnaire et linguiste[66].
- Alphonse Meunier (1857-1918), botaniste (UCL)[67].
- Alfred Cauchie (1860-1922), historien (UCL)[68].
- Edmond Puissant (1860-1934), chanoine, archéologue.
- Edmond Remy (1860-1939), philologue (UCL)[69].
- Ursmer Berlière (1861-1932), moine bénédictin et historien[70].
- Joseph Bidez (1867-1945), helléniste (Gand)[71].
- Victor Grégoire (1870-1938), botaniste (UCL)[72].
- Paulin Ladeuze (1870-1940), théologien, recteur de l'UCL[73].
- Joseph-Marie Canivez (1878-1952), moine trappiste et historien.
- Lucien Cerfaux (1883-1968), théologien, bibliste (UCL)[74].
- Pierre Groult (1895-1968), hispaniste (UCL)[75].
- René Draguet (1896-1980), théologien, orientaliste (UCL)[76].
- Franz Grégoire (1898-1977), théologien et philosophe (UCL)[77].
- Marius Lecompte (1902-1970), paléontologue (UCL)[78].
- Floribert Jurion (1904-1977), ingénieur agronome[79].
- Paul Dupuis (1907-1990), éditeur, initiateur du Journal de Spirou.
- José Ruysschaert (1914-1993), vice-préfet de la Bibliothèque vaticane.
- Yves Urbain (1914-1971), homme politique[80].
- Albert Descamps (1916-1980), recteur de l'UCL[81].
- Armand Delcampe (° 1939), acteur et metteur en scène.
- Paul-Henry Gendebien (1939-2024), homme politique.
- Pierre Pestieau (° 1943), économiste (ULiège).
- Patrick Marchetti (° 1949), philologue classique (UNamur).
- Benoît Lobet (° 1957), prêtre et théologien.
- Olivier Grenson (° 1962), auteur de bande dessinée.
- Christophe Flament (° 1977), professeur à l’UNamur au Département de Langues et Littératures classiques[82].

#### Section de philosophie préparatoire
- Édouard-Joseph Belin (1821-1892), évêque de Namur.
- Jean-Baptiste Carnoy (1836-1899), biologiste (UCL)[83].
- Alfred Cauchie (1860-1922), historien (UCL)[68].
- Philibert Biourge (1864-1942), mycologue et chimiste (UCL)[84].
- Alfred Auger (1865-1905), historien et moraliste[85].
- Paulin Ladeuze (1870-1940), théologien, recteur de l'UCL[73].
- Liévin Thésin (1883-1972), prêtre et résistant de la Première Guerre mondiale[86].
- Franz Grégoire (1898-1977), théologien et philosophe (UCL)[77].

#### École normale
- Staf Declercq (1884-1942), leader nationaliste flamand et collaborateur.

### Anciens professeurs
- Léopold Dujardin (1805-1883), écrivain ecclésiastique[87].
- Théodore-Joseph Gravez (1810-1883), évêque de Namur.
- Charles-Gustave Walravens (1841-1915), évêque de Tournai.
- Edmond Remy (1860-1939), philologue, président de Bonne-Espérance en 1897-1898[69].
- Alfred Auger (1865-1905), historien et moraliste, président de Bonne-Espérance (1898-1903)[85].
- Norbert Wallez (1882-1952), directeur du quotidien Le Vingtième Siècle, arrêté et emprisonné pour collaboration.
- Franz Grégoire (1898-1977), théologien, philosophe, professeur à l'UCL[77].
- Jean Cassart (1908-1991), fondateur de la revue Bona Spes[88], professeur de 1931 à 1941, puis principal du collège Saint-Joseph (Chimay).

## Milieu associatif autour de Bonne-Espérance
L'Association royale des Anciens du Collège Notre-Dame de Bonne-Espérance, fondée en 1880, apporte un soutien moral et financier à l'école. Cette association est constituée en ASBL depuis 2005 et bénéficie du soutien de ses différentes sections d'anciens de Bruxelles-Brabant, Charleroi, Mons et de la région du Centre, ainsi que la section des jeunes anciens. Une autre ASBL, les Compagnons de l'Abbaye de Bonne-Espérance, créée en 1972, est chargée des dossiers de restauration des bâtiments classés de Bonne-Espérance. Quant aux Amis de Bonne-Espérance (fondée en 1947), ils sont chargés de l'organisation des évènements culturels ayant lieu à Bonne-Espérance. Par ailleurs, la Maison de la Mémoire, ASBL fondée en 1993, étudie l'histoire de l'ancienne abbaye. Enfin, une autre ASBL s'occupe de l'organisation de la Fête de la moisson en aout.